# No Name Face
No Name Face é o álbum de estreia da banda Lifehouse. Foi lançado em 30 de outubro de 2000, e produziu o hit "Hanging by a Moment", que passou a ser a canção mais tocada no ano seguinte. O álbum já vendeu mais de 4 milhões de cópias no mundo inteiro.

## Faixas
| N.º | Título                 | Duração |  |
| 1.  | "Hanging by a Moment"  | 3:36    |  |
| 2.  | "Sick Cycle Carousel"  | 4:23    |  |
| 3.  | "Unknown"              | 4:06    |  |
| 4.  | "Somebody Else's Song" | 4:36    |  |
| 5.  | "Trying"               | 3:52    |  |
| 6.  | "Only One"             | 4:56    |  |
| 7.  | "Simon"                | 6:01    |  |
| 8.  | "Cling And Clatter"    | 4:29    |  |
| 9.  | "Breathing"            | 4:25    |  |
| 10. | "Quasimodo"            | 4:32    |  |
| 11. | "Somewhere in Between" | 4:14    |  |
| 12. | "Everything"           | 6:07    |  |